# 카이다거란 대도

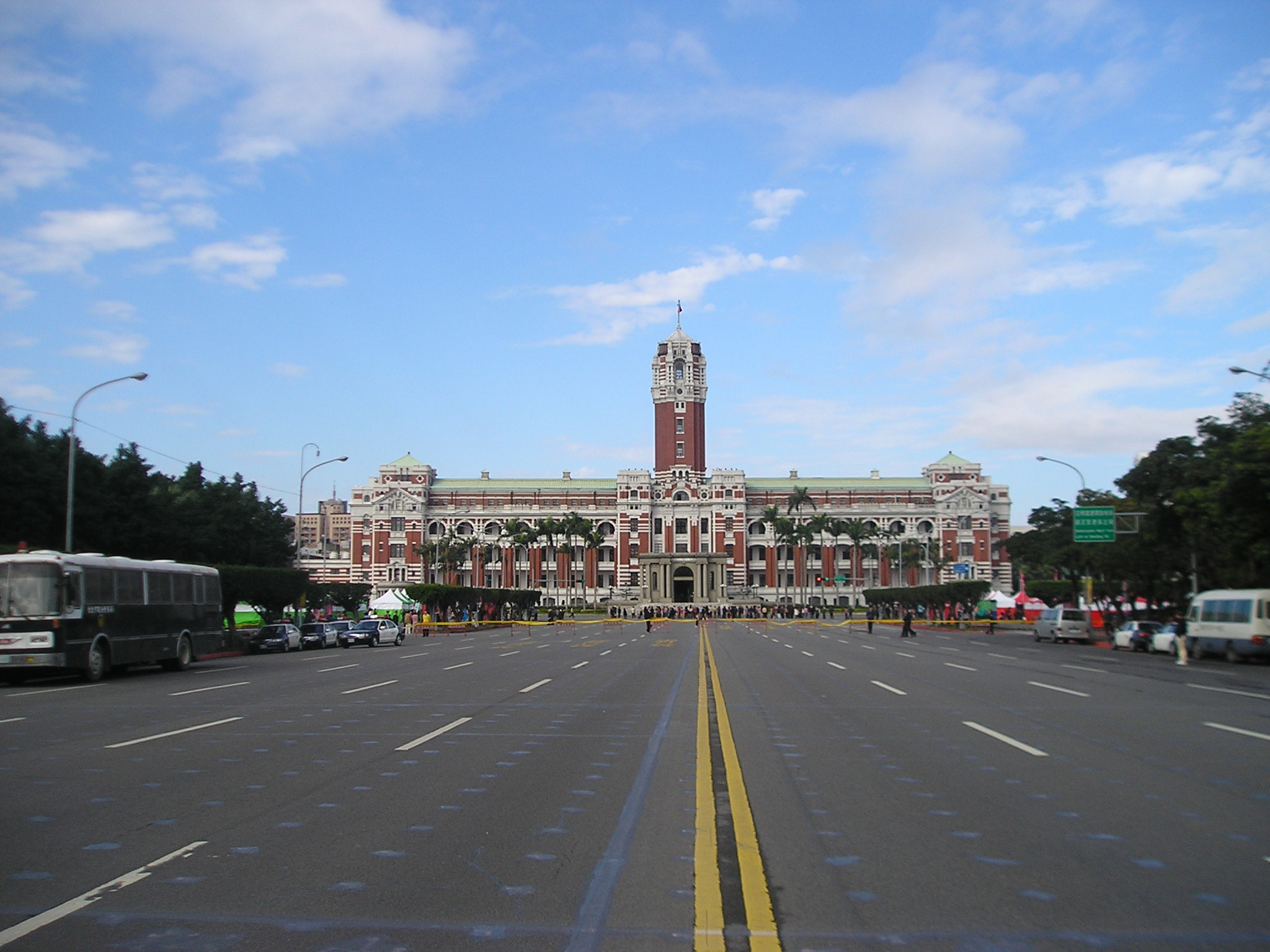
카이다거란대도 (중화민국 총통부 앞)

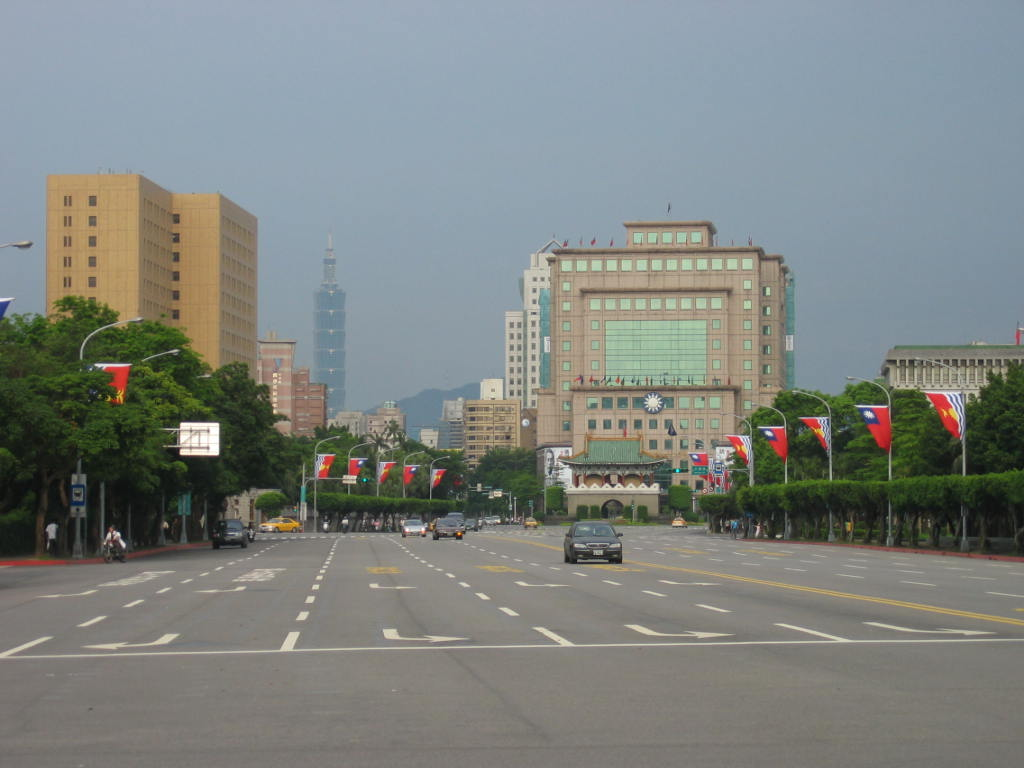
카이다거란대도

카이다거란 대도(중국어: 凱達格蘭大道, 영어: Ketagalan Boulevard, 개달격란대도)는 중화민국 타이베이시 중정 구에 있는 도로이다. 길이는 400 미터 정도이고 왕복 10차선으로 이루어져 있다. 중화민국 총통부와 타이베이 성 동문을 잇고 있다. 도로의 명칭은 타이완 원주민족의 하나인 케다갈란 족의 중국어 명칭에서 따왔다. 원래 이 도로의 이름은 개수로(중국어: 介壽路)로, 중화민국의 총통 장제스의 장수를 기원한다는 뜻이다. 천수이볜이 타이베이시 시장으로 재임하던 1996년 3월 21일에 현재의 이름으로 개칭되었다.
타이완 지구에 계엄령이 실시되고 있을 때, 자전거나 오토바이 등의 통행을 금지하였다. 지금은 이런 규제가 폐지되었다.

## 같이 보기
- 중화민국 총통부 (타이베이)